# Nodozana subandroconiata
Nodozana subandroconiata är en fjärilsart som beskrevs av Rothschild 1916. Nodozana subandroconiata ingår i släktet Nodozana och familjen björnspinnare. Inga underarter finns listade i Catalogue of Life.